# Pfarrkirche Maria Landskron

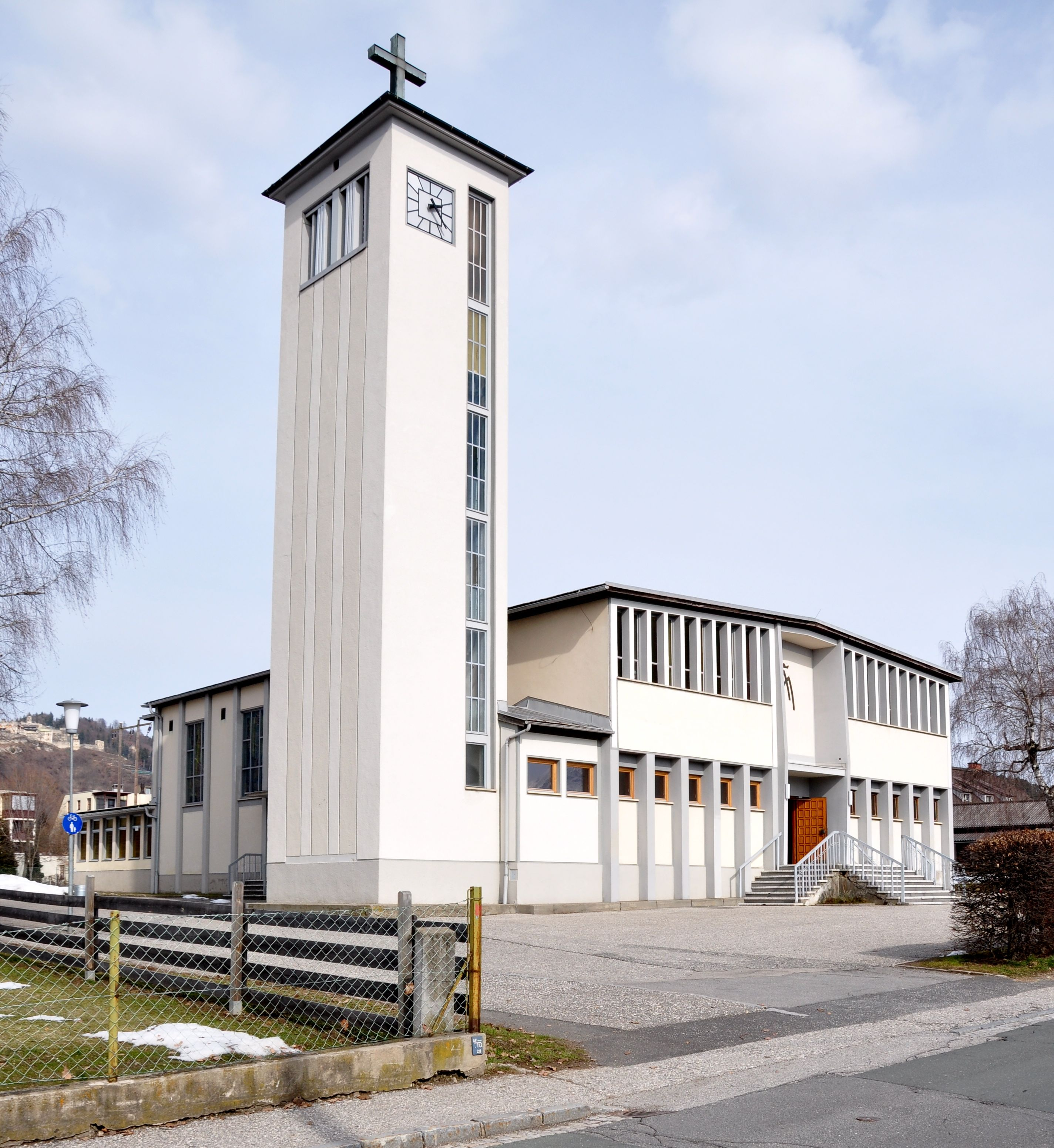
Kath. Pfarrkirche Herz Mariä in Landskron in Villach

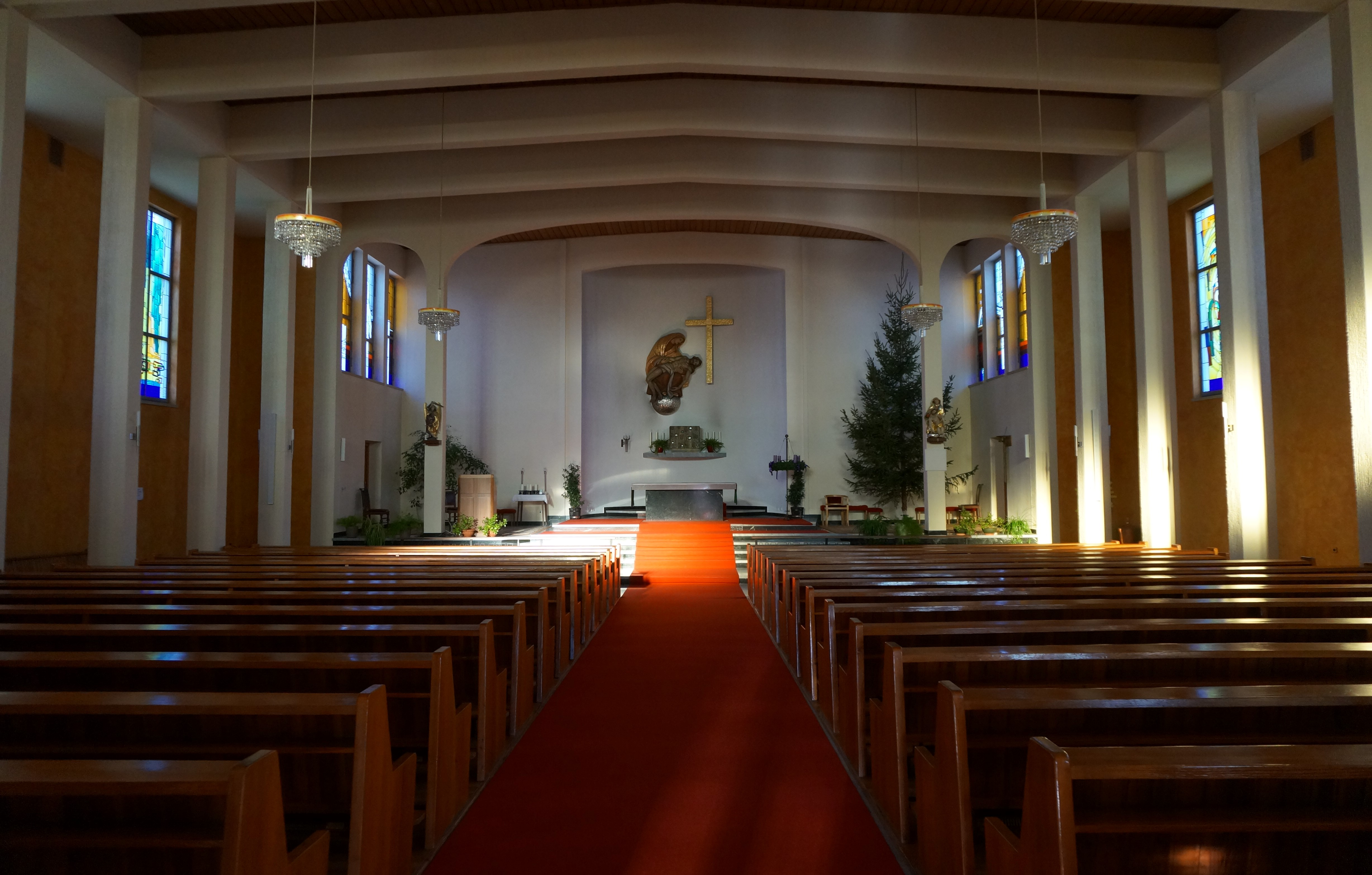
Innenansicht

Die römisch-katholische Pfarrkirche Maria Landskron steht im Ort Landskron in der Stadtgemeinde Villach in Kärnten. Die Pfarrkirche Herz Mariä gehört zum Dekanat Villach-Stadt in der Diözese Gurk-Klagenfurt. Die Kirche steht unter Denkmalschutz.

## Geschichte
Der ursprüngliche Sitz der Pfarre war St. Ruprecht am Moos. Von 1955 bis 1969 wurde das neue Pfarrzentrum in Landskron errichtet und 1956 der Sitz der Pfarre hierher verlegt.
Die Kirche als Bauwerk der Moderne nach den Plänen des Architekten Herzung und Baumeisters Klemens Klinger wurde im Jahr 1967 gebaut und im gleichen Jahr geweiht.
1984 erfolgte die Umbenennung der Pfarre von St. Ruprecht am Moos in Maria Landskron.

## Architektur
Der große genordete Saalbau als Betonrahmenbau hat einen Turm im Südwesten. 1998 schuf Daniel Moser die in der Formgebung stark reduzierten Fenstergläser, bemerkenswert ist das Fenster mit dem Motiv der Maria Knotenlöserin.

## Ausstattung
Der Altarraum wurde mit Architekt Alfons Nessmann gestaltet. Aus der Filialkirche St. Michael stammen die Figuren  eines romanischen Christus aus dem 12. Jahrhundert und eines gotischen Erzengels Michael.